# Andreas Liebert
Andreas Liebert (* 1960 in Hamburg) ist ein deutscher Autor. Er schreibt überwiegend historische Romane und veröffentlicht u. a. unter den Pseudonymen Andrea Olsen, Kay Cordes, Andreas Trebal und Christian Turnau.

## Leben
Liebert wuchs in Hamburg und Stuttgart auf. Nach seinem Wehrdienst in Philippsburg und Ulm studierte er von 1982 bis 1989 an der Universität Hamburg schwerpunktmäßig Musikwissenschaft, das er mit Magister abschloss. In der Zeit bis 1992 verfasste er seine Dissertation.
1988 machte er seine ersten ernst zu nehmenden literarischen Gehversuche, scheiterte aber an etlichen Verlagsabsagen. 1993 schaffte er es seinen ersten Roman Das Blutholz bei einem Verlag unterzubringen. Von 1994 bis 1995 vertrat er eine wissenschaftliche Assistenz an der Europa-Universität Flensburg, widmete sich anschließend aber wieder dem Schreiben. Gegenwärtig unterrichtet er auch im Rahmen der Haupt- und Realschulabschlüsse im zweiten Bildungsweg an der Volkshochschule Lüneburg. 
Andreas Liebert ist seit 1988 mit Ina-Marie Cassens verheiratet, hat einen Sohn und lebt heute in einem Dorf bei Lüneburg.

## Trivia
Andreas Liebert ist seit 2004 Mitglied bei Quo Vadis, dem Autorenkreis Historischer Roman.
Seit 2010 betreut er als Studienleiter angehende Romanautoren in der Roman-Werkstatt der Schule des Schreibens (Hamburg). 

## Werke
- 1994: Das Blutholz
- 1998: Marcellos Geige
- 1999: Mein Vater, der Kantor Bach
- 2001: Die Handheilerin
- 2003: Die Marchesa von Sansibar
- 2003: Im Schatten der Frauenkirche (unter Pseudonym Christian Turnau)
- 2004: Der Hypnotiseur (unter Pseudonym Andreas Trebal)
- 2005: Die Safranprinzessin (unter Pseudonym Andrea Olsen)
- 2007: Die Tochter des Hexenmeisters (unter Pseudonym Kay Cordes)
- 2010: Das Gesicht des Teufels (unter Pseudonym Kay Cordes)
- 2010: Das letzte Viertele (unter Pseudonym Max Kellenberg)